# Bonaparte, Premier consul (Gros)
Pour les articles homonymes, voir Bonaparte, Premier consul.
Bonaparte, Premier consul est un portrait en pied, peint en 1802 par Antoine-Jean Gros représentant Napoléon Bonaparte alors premier consul.
Le tableau est une commande de Napoléon qui l'offre à Cambacérès. Il est exposé au musée de la Légion d'honneur. Napoléon fit faire des répliques de ce portrait qui fut le prototype d'une série de portraits consulaires destinés à plusieurs villes de France et d'Europe, peints par plusieurs peintres.

## Provenance
Tableau daté de l'an X (1802), commande du premier consul Napoléon Bonaparte. Donné par celui-ci, à Cambacéres. Il entre ensuite dans la collection Gaboriaud, et il est acquis en 1949 par le musée de la Légion d'honneur (inv. no 04378). 

## Description
Le portrait représente Napoléon Bonaparte en pied dans le costume rouge des consuls de la république, le pantalon est blanc avec des broderies d'or, il porte des bottes « hongroises » de cavalerie légère. Son habit est barré par un baudrier rouge et doré qui soutient son épée, dont la garde dépasse. La conservatrice Claude Ducourtial mentionne que le diamant le Régent, acquis par Bonaparte, qui était monté sur la garde de cette épée est représenté dans ce tableau.  À ses côtés, une table recouverte d'un drap de velours bleu foncé bordé de franges d'or, sur laquelle sont posées des feuilles et un encrier. Le corps est légèrement orienté vers la droite, sa main droite est posée sur les feuilles, et de sa gauche il tient des gants. Le décor se résume à un sol constitué de grand carreaux de marbre, et d'un mur uni d'où se découpe une fausse colonne.

## Réalisation
| |  |  |
| Pour le portrait du Premier consul, Gros reprend le visage de son précédent portrait de Bonaparte au pont d'Arcole |  |  |

Comme pour le portrait équestre Bonaparte distribuant des sabres d'honneur (1803, château de Malmaison) réalisé à la même période, Gros va reprendre le visage tel qu'il l'avait peint dans son portrait Bonaparte au pont d'Arcole, orienté aussi vers la gauche et éclairé de la même manière. Seule différence le traitement des cheveux, rendus plus court.